# 田村大
田村 大（たむら だい、1983年9月10日 - ）は、日本のアーティスト。DT合同会社代表。桑沢デザイン研究所卒業。
2016年アリゾナ州フェニックスにて行われたISCAカリカチュア世界大会にて、総合優勝、カラーリング部門優勝、誇張部門 2位、作品賞3位、スタジオピース3位。2015年オハイオ州にて行われたISCAカリカチュア世界大会にて、総合4位、カラーリング部門3位。
ペン・カラーマーカーを用いてダイナミックに手を動かして描くスタイルを最も得意とし、バスケットボールを中心としたスポーツのイラストを多数手がける。
近年では、スポーツのみならずFENDIやポルシェといった様々な業種の企業と連携する等、活躍の幅を広げている。

## メディア出演
- ぴったんこ⭐︎カンカン（2012年5月19日、TBS）
- ベストヒットUSA（2012年11月6日、BS朝日）
- 若大将のゆうゆう散歩（2012年12月5日、テレビ朝日）
- ヒルナンデス（2013年1月14日、日本テレビ）
- 所さんの目がテン（2013年2月17日、日本テレビ）
- 水曜日のダウンタウン（2016年11月9日、TBS）
- S⭐︎1（2018年12月2日、TBS）
- 部屋に在庫がやってくるぅ（2021年1月11日、テレビ東京）
- news zero（2021年4月27日、日本テレビ）
- 行列のできる法律相談所（2021年8月29日、日本テレビ）
- The Time（2021年11月26日、TBS）
- ワイドナショー（2023年9月17日、フジテレビ）
- S-PARK（2023年12月16日・17日、フジテレビ）
- Live News α（2023年12月18日・19日・20日、フジテレビ）
- ヒロミの八王子会SP（2024年1月27日、BS日テレ）
- FNS27時間テレビ　日本一楽しい学園祭　事前番組（2024年7月20日、フジテレビ）